# Друкована Вікіпедія
Print Wikipedia (з англ. «Друкована Вікіпедія») — паперове видання англійської Вікіпедії. Є артпроєктом Майкла Мандиберга, представленим галереєю Денні (англ. Denny Gallery) в Нью-Йорку влітку 2015 року.

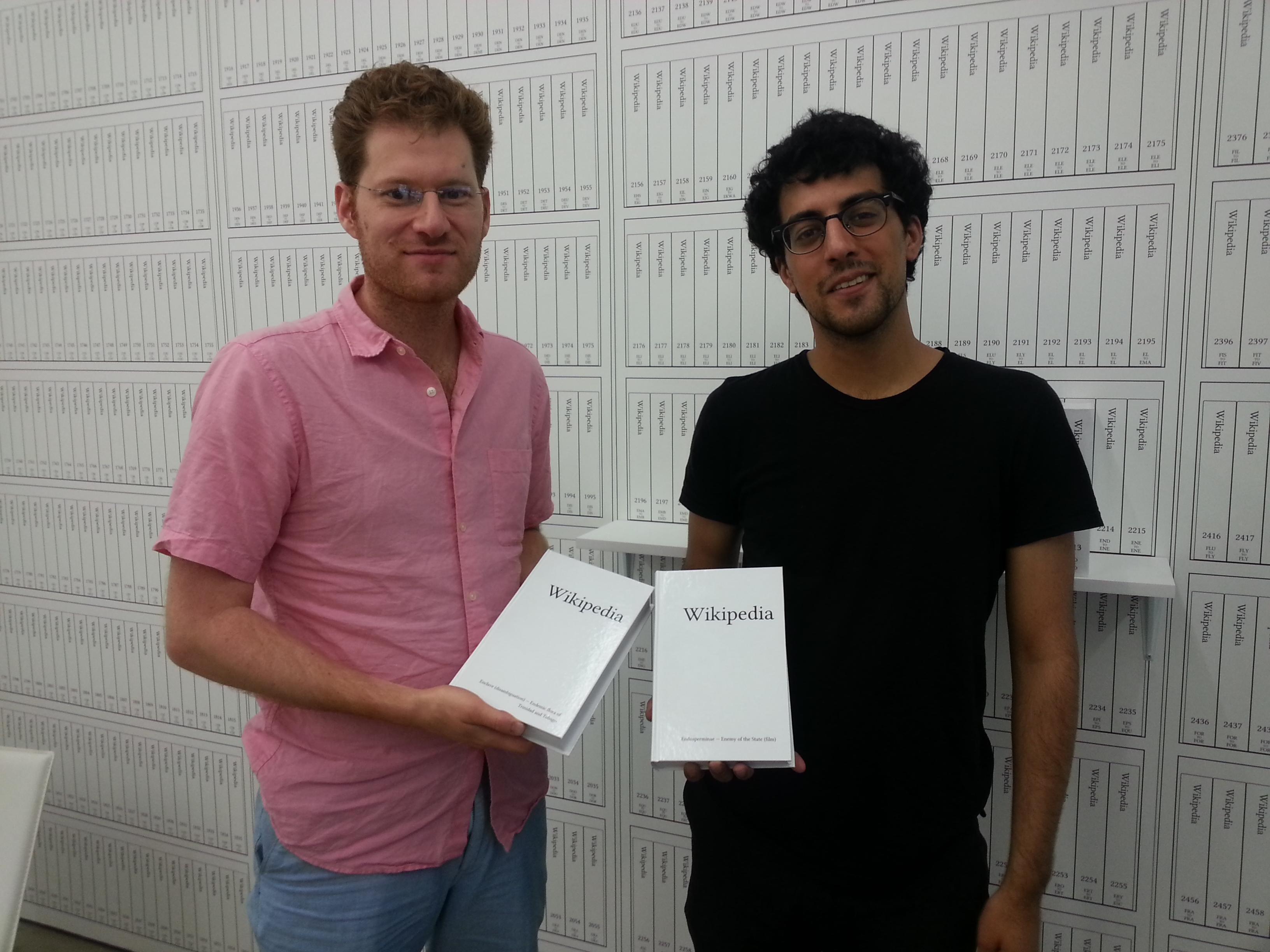
Майкл Мандиберг і Джонатан Киритаран з томами Print Wikipedia

До 7 квітня 2015 року Мандиберг зверстав в електронному вигляді 7473 томи Вікіпедії, кожен з яких містив 700 сторінок. 12 липня того ж року проєкт був завершений — 7600 томів Вікіпедії були завантажені на ресурс Lulu.com [Архівовано 17 березня 2022 у Wayback Machine.], звідки вони вільно можуть бути придбані будь-яким користувачем Інтернету.
Ідею проєкту Мандиберг задумав 2009 року, але зіткнувся з технічними труднощами. Потім він найняв помічника — Джонатана Киритарана (англ. Jonathan Kiritharan). На виконання задуманої роботи у них пішло три роки; процес завантаження друкованої версії Lulu.com тривав 24 доби 3 години й 18 хвилин. Майкл вважає, що всю роздруковану англійську Вікіпедію можна буде продавати за 500 000 доларів.